# 家畜商法
家畜商法（かちくしょうほう、昭和24年6月10日法律第208号）は、家畜商全般の職務・資格などに関する日本の法律である。
1949年（昭和24年）9月1日に施行された。
この法律における「家畜」とは、牛、馬、豚、めん羊および山羊のことをさす（2条）。